# ニュー・トラディショナリスツ
ニュー・トラディショナリスツ（New Traditionalists）はアメリカのロックバンド、ディーヴォの第4作アルバム。

## 収録曲
- 特記の無い限り全てマーク・マザーズバーとジェラルド・キャセールの作詞・作曲。

1. スルー・ビーイング・クール - Through Being Cool (3:14)（ジェリー、マーク、ボブ1号）
2. ジャーキン・バックン・フォース - Jerkin' Back 'N' Forth (3:05)
3. ピティ・ユー - Pity You (2:47)（マーク）
4. ソフト・シングス - Soft Things (3:27)
5. ゴーイング・アンダー - Going Under (3:26)
6. レース・オブ・ドゥーム - Race Of Doom (3:44)
7. ラブ・ウィズアウト・アンガー - Love Without Anger (2:37)
8. スーパー・シング - The Super Thing (4:21)
9. ビューティフル・ワールド - Beautiful World (3:35)
10. イナフ・セッド - Enough Said (3:26)（マーク、ジェリー、General Boy）